# Sitke, Vas
Sitke  este un sat în districtul Sárvár, județul Vas, Ungaria, având o populație de 677 de locuitori (2011). 

## Demografie
Componența etnică a satului Sitke
     Maghiari (98,43%)
     Germani (1,57%)
Componența confesională a satului Sitke
     Luterani (13,15%)
     Reformați (3,1%)
     Fără religie (2,81%)
     Necunoscută (80,95%)
Conform recensământului din 2011, satul Sitke avea 677 de locuitori. Din punct de vedere etnic, majoritatea locuitorilor (98,43%) erau maghiari, cu o minoritate de germani (1,57%). Nu există o religie majoritară, locuitorii fiind luterani (13,15%), reformați (3,1%) și persoane fără religie (2,81%). Pentru 80,95% din locuitori nu este cunoscută apartenența confesională.